# كينغسبورغ (كاليفورنيا)
كينغسبورغ (بالإنجليزية: Kingsburg )‏ هي إحدى مدن مقاطعة فريسنو، كاليفورنيا. تم إعطاءها لقب مدينة في 29 مايو، 1908.

## التركيبة السكانية
حدّد مكتب تعداد الولايات المتحدة بيانات التركيبة السكانية لكينغسبورغ في تعداد الولايات المتحدة. في ما يلي، التركيبة السكانية حسب تعدادي 2000 و2010.

### تعداد عام 2000
بلغ عدد سكان كينغسبورغ 9,199 نسمة بحسب تعداد عام 2000، وبلغ عدد الأسر 3,226 أسرة وعدد العائلات 2,458 عائلة مقيمة في المدينة. في حين سجلت الكثافة السكانية 958.2 نسمة لكل كيلومتر مربع (2,481.7/ميل2). وبلغ عدد الوحدات السكنية 3,358 وحدة بمتوسط كثافة قدره 349.8 لكل كيلومتر مربع (906.0/ميل2).
وتوزع التركيب العرقي للمدينة بنسبة 71.93% من البيض و0.45% من الأمريكيين الأفارقة و0.67% من الأمريكيين الأصليين و2.74% من الأمريكيين ذوي الأصول الآسيوية و0.14% من سكان جزر المحيط الهادئ و19.61% من الأعراق الأخرى و4.46% من عرقين مختلطين أو أكثر و34.42% من الهسبانيون أو اللاتينيون من أي عرق.
بلغ عدد الأسر 3,226 أسرة كانت نسبة 43.7% منها لديها أطفال تحت سن الثامنة عشر تعيش معهم، وبلغت نسبة الأزواج القاطنين مع بعضهم البعض 60.4% من أصل المجموع الكلي للأسر، ونسبة 11.3% من الأسر كان لديها معيلات من الإناث دون وجود شريك، بينما كانت نسبة 4.5% من الأسر لديها معيلون من الذكور دون وجود شريكة وكانت نسبة 23.8% من غير العائلات. تألفت نسبة 21.3% من أصل جميع الأسر من عدة أفراد يعيشون في نفس المنزل ونسبة 10.8% كانت تتألف من شخص يعيش بمفرده يبلغ من العمر 65 عاماً أو أكثر. وبلغ متوسط حجم الأسرة المعيشية 2.82، أما متوسط حجم العائلات فبلغ 3.29.
بلغ العمر الوسطي للسكان 33.8 عاماً. وكانت نسبة 30% من القاطنين تحت سن الثامنة عشر، وكانت نسبة 8.3% بين الثامنة عشر والرابعة والعشرين عاماً، ونسبة 29% كانت واقعةً في الفئة العمرية ما بين الخامسة والعشرين والرابعة والأربعين عاماً، ونسبة 19.4% كانت ما بين الخامسة والأربعين والرابعة والستين، ونسبة 12.3% كانت ضمن فئة الخامسة والستين عاماً فما فوق. يوجد لكل 100 أنثى 92.3 ذكر، ويوجد لكل 100 أنثى في الثامنة عشر من عمرها فما فوق 88.5 ذكر.
بلغ متوسط دخل الأسرة في المدينة 40,490 دولارًا، أما متوسط دخل العائلة فبلغ 44,737 دولارًا. وكان متوسط دخل الذكور 35,452 دولارًا مقابل 23,409 دولارًا للإناث. وسجل دخل الفرد الخاص بالمدينة 16,137 دولارًا. وكانت نسبة 10.4% من العائلات ونسبة 11.5% من السكان تحت خط الفقر، وكان من هؤلاء نسبة 17% تحت سن الثامنة عشر ونسبة 6.8% في الخامسة والستين من العمر وما فوق.

### تعداد عام 2010
بلغ عدد سكان كينغسبورغ 11,382 نسمة بحسب تعداد عام 2010، وبلغ عدد الأسر 3,822 أسرة وعدد العائلات 2,937 عائلة مقيمة في المدينة. في حين سجلت الكثافة السكانية 1,185.6 نسمة لكل كيلومتر مربع (3,070.7/ميل2). وبلغ عدد الوحدات السكنية 4,069 وحدة بمتوسط كثافة قدره 423.9 لكل كيلومتر مربع (1,097.9/ميل2).
وتوزع التركيب العرقي للمدينة بنسبة 75.35% من البيض و0.54% من الأمريكيين الأفارقة و1.28% من الأمريكيين الأصليين و3.36% من الأمريكيين ذوي الأصول الآسيوية و0.18% من سكان جزر المحيط الهادئ و14.99% من الأعراق الأخرى و4.29% من عرقين مختلطين أو أكثر و42.90% من الهسبانيون أو اللاتينيون من أي عرق.
بلغ عدد الأسر 3,822 أسرة كانت نسبة 43.7% منها لديها أطفال تحت سن الثامنة عشر تعيش معهم، وبلغت نسبة الأزواج القاطنين مع بعضهم البعض 59.8% من أصل المجموع الكلي للأسر، ونسبة 12.4% من الأسر كان لديها معيلات من الإناث دون وجود شريك، بينما كانت نسبة 4.6% من الأسر لديها معيلون من الذكور دون وجود شريكة وكانت نسبة 23.2% من غير العائلات. تألفت نسبة 20.1% من أصل جميع الأسر من عدة أفراد يعيشون في نفس المنزل ونسبة 10.4% كانت تتألف من شخص يعيش بمفرده يبلغ من العمر 65 عاماً أو أكثر. وبلغ متوسط حجم الأسرة المعيشية 2.96، أما متوسط حجم العائلات فبلغ 3.41.
بلغ العمر الوسطي للسكان 33.7 عاماً. وكانت نسبة 29.6% من القاطنين تحت سن الثامنة عشر، وكانت نسبة 9.2% بين الثامنة عشر والرابعة والعشرين عاماً، ونسبة 25.5% كانت واقعةً في الفئة العمرية ما بين الخامسة والعشرين والرابعة والأربعين عاماً، ونسبة 23% كانت ما بين الخامسة والأربعين والرابعة والستين، ونسبة 12.8% كانت ضمن فئة الخامسة والستين عاماً فما فوق. وتوزع التركيب الجنسي للسكان بنسبة 48.2% ذكور و51.8% إناث.

## أعلام
- مونتي كلارك
- ميل ليندكويست